# Holboellia parviflora
Holboellia parviflora là một loài thực vật có hoa trong họ Lardizabalaceae. Loài này được (Hemsl.) Gagnep. mô tả khoa học đầu tiên năm 1908.